# Biel (Hiszpania)
Biel – gmina w Hiszpanii, w prowincji Saragossa, w Aragonii, o powierzchni 130,73 km². W 2011 roku gmina liczyła 168 mieszkańców.